# Apolonia Lizarraga od Najświętszego Sakramentu
Apolonia Lizarraga od Najświętszego Sakramentu (ur. 18 kwietnia 1867 w Lezáun, zm. 8 września 1936 w Barcelonie) – hiszpańska karmelitanka, Błogosławiona Kościoła katolickiego.

## Życiorys
Urodziła się 18 kwietnia 1867 roku w wielodzietnej rodzinie. W dniu 16 lipca 1886 roku wstąpiła do nowicjatu Sióstr Karmelitanek Miłosierdzia, a w dniu 27 lipca 1888 roku złożyła śluby zakonne, a potem pracowała jako nauczycielka w Kolegium. Została zamordowana w czasie wojny domowej w Hiszpanii.
Beatyfikował ją papież Benedykt XVI 28 października 2007 roku w grupie 497 męczenników.